# Basilique Argentaria

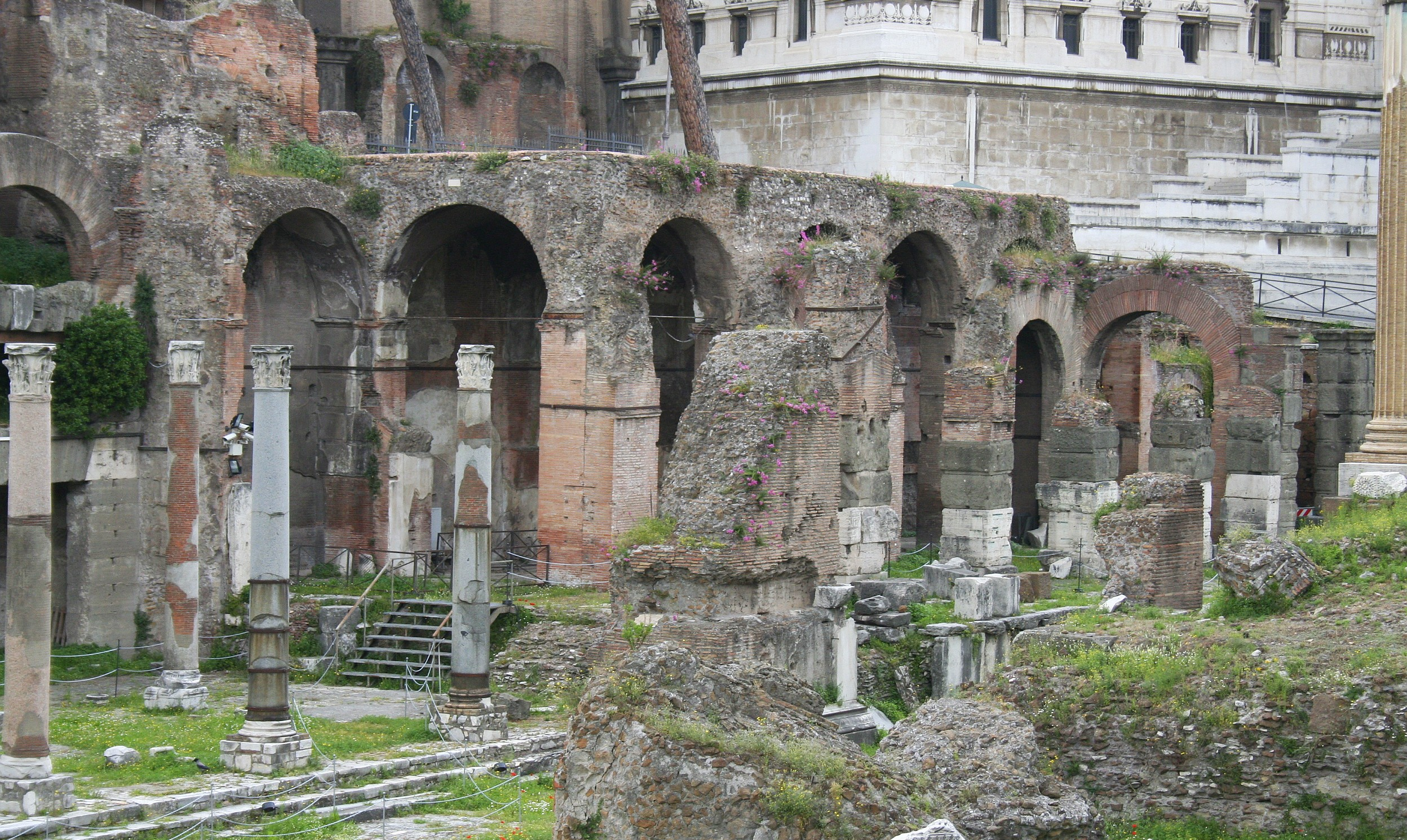
Vestiges de la basilique vus depuis la Via dei Fori Imperiali.

La basilique Argentaria (en latin : Basilica Argentaria) est une basilique de Rome datant de la fin du Ier siècle ou du début du IIe siècle, située sur le forum de César et mentionnée seulement dans des sources tardives de l'époque constantinienne.
Pour un article plus général, voir Forum de César.

## Localisation
Cette basilique est mentionnée dans le catalogue des régions qui la situe dans la Regio VIII Forum Romanum. Elle devait occuper l'espace délimité par la pente du Capitole que longe le Clivus Argentarius (dénomination médiévale de la rue), le temple de Vénus Genitrix du forum de César et le forum de Trajan. Elle est en partie bâtie à l'emplacement de l'ancien Atrium Libertatis, dans le prolongement du portique occidental du forum de César, ce qui a nécessité un remaniement important du temple de Vénus Genitrix (voir le plan).

## Fonction
Sa fonction précise n'est pas connue. On suppose qu'elle a pu servir de siège social aux artisans de vaisselle en bronze et en argent (argentarii vascularii) qui s'en servent peut-être aussi comme lieu de ventes de leurs productions. Elle aurait également abrité des boutiques de banquiers et de changeurs qui donnent sur le clivus Argentarius.
La découverte de nombreux graffitis sur des plaques de plâtre qui recouvraient les murs de l'édifice, dont certains qui citent des vers de l'Énéide, laisse penser que la basilique a pu abriter une école. En plus de ces graffitis, on a retrouvé une série de dessins humoristiques et des portraits réalisés par de jeunes écoliers oisifs. L'un des graffitis mentionne le nom de Quintus Caecilius Eros, probablement le ludi magister qui a dirigé l'école à l'époque d'Hadrien. Il s'agit probablement d'un descendant du grammaticus Quintus Caecilius Epirota dont Suétone mentionne les études virgiliennes,. La présence de nombreux vers de l'Énéide témoigne de l'importance donnée à l'étude de l’œuvre de Virgile dans l'enseignement à cette époque.

## Histoire
La basilique est construite lors de la restauration et de l'extension du forum de César entreprise sous Domitien et achevée sous Trajan vers 113, la nouvelle consécration ayant lieu le 12 mai 113.
La basilique est restaurée en même temps que les bâtiments aux alentours durant le IIIe siècle par Dioclétien qui répare les dommages causés dans la région par l'incendie de 283. À cette occasion, sa structure est renforcée par l'ajout de nouveaux piliers. La basilique est restaurée une dernière fois au début du Moyen Âge.
Durant le Moyen Âge, une petite chapelle au sol pavé de marbres colorés est érigée dans une partie de la basilique.
Les ruines de la basilique sont en partie détruites lors du réaménagement de la zone en 1933.

## Description
La basilique est formée d'une double série de piliers qui supportent une voûte et qui sont disposés en angle droit donnant à l'édifice une forme en L qui entoure partiellement le temple de Vénus Genitrix et relie le portique occidental du forum de César au forum de Trajan. Chacune des deux sections de la basilique est divisée en deux nefs. Sa forme irrégulière est due à l’exiguïté de l'espace qu'elle occupe. La basilique est construite en brique sur une plateforme d'une demi-douzaine de marches et est donc plus élevée que le portique adjacent du forum de César. Le sol est couvert de plaques de marbre polychromes (essentiellement du marbre jaune antique, du cipolin et du marbre blanc) disposées en opus sectile. Il en reste encore quelques traces aujourd'hui.